# Халберг, Мюррей
Сэр Мюрре́й Го́рдон Ха́лберг (англ. Murray Gordon Halberg; 7 июля 1933, Экетахуна — 30 ноября 2022, Окленд) — новозеландский бегун на длинные дистанции, олимпийский чемпион 1960 года, чемпион Игр Содружества 1958 и 1962 года в беге на 3 мили (4828 метров). Основатель фонда Halberg Trust для детей-инвалидов.

## Биография
Родился 7 июля 1933 года в городе Экетахуна на острове Северный в Новой Зеландии.
Позже переехал в Окленд, где обучался в колледже Авондейл. В юности был игроком в регби, в одном из матчей получил тяжёлую травму. Несмотря на продолжительное лечение, левая рука так и не восстановилась в своей работе, оставшись неподвижной и парализованной. Но Мюррей не бросил спорт и занялся бегом, несмотря на инвалидность. В 1951 году он встретился с новозеландским бегуном и тренером по лёгкой атлетике Артуром Лидьярдом, который стал его тренером.
В 1954 году Мюррей Халберг выиграл свой первый национальный титул среди взрослых. В том же 1954 году на Играх Содружества в забеге на одну милю он установил рекорд Игр, опередив будущего чемпиона Роджера Баннистера. Рекорд простоял один день. В финале Халберг улучшил свой рекорд на две десятых секунды и занял пятое место. В беге на 1500 метров на Олимпийских играх 1956 года в Мельбурне продемонстрировал оригинальную тактику лидирования на первых 700 метрах. На финише он был одиннадцатым (из двенадцати стартовавших).

Мюррей мог победить, если бы Артур был вместе с ним.— Майк Мэки
1. ↑  Лидьярд

Через несколько дней после Игр Мюррей вместе с соотечественником Невиллом Скоттом, британцем Яном Бойдом и австралийцем Джоном Лэнди превысил мировой рекорд 1954 года в эстафете 4x1 миле. Результат не подавался на регистрацию в качестве официального мирового рекорда, потому что спортсмены были из разных стран.
В 1958 году на Играх Содружества завоевал золотую медаль в беге на три мили и в этом же году был признан в Новой Зеландии спортсменом года. На Играх 1960 года в Риме Халберг участвовал в забегах на 5000 и 10 000 метров, выиграв золото на первой дистанции и заняв пятое место на второй.
На следующий год Халберг установил за 19 дней три мировых рекорда на дистанциях свыше 1 мили. Ещё один рекорд он установил в помещении; и один рекорд не был официально зарегистрирован. В 1962 году он снова принял участие в Играх Содружества, где на церемонии открытия нёс флаг Новой Зеландии и защитил свой титул на дистанции в три мили. Свою спортивную карьеру Мюррей Халберг завершил в 1964 году после участия в Играх в Токио, где занял седьмое место на дистанции 10 000 метров.
Оставив большой спорт, он занялся благотворительностью. В 1963 году он создал фонд Halberg Trust для детей-инвалидов, который в 2012 году стал называться Halberg Disability Sport Foundation.

## Семья
- Жена Фил[10].

## Результаты

### Соревнования
предварительные забеги/соревнования
| Год  | Соревнования            | Город    | Дистанция | Дата       | Результат                | Место | Видео |
| ---- | ----------------------- | -------- | --------- | ---------- | ------------------------ | ----- | ----- |
| 1954 | Игры Содружества        | Ванкувер | 1 миля    | 6 августа  | 4.07,4 CR (забег 1)      | 1     |       |
| 1954 | Игры Содружества        | Ванкувер | 1 миля    | 7 августа  | 4.07,2                   | 5     |       |
| 1956 | Летние Олимпийские игры | Мельбурн | 1500 м    | 29 ноября  | 3.47,2 (забег 1)         | 4     |       |
| 1956 | Летние Олимпийские игры | Мельбурн | 1500 м    | 1 декабря  | 3.45,2                   | 11    |       |
| 1958 | Игры Содружества        | Кардифф  | 1 миля    | 24 июля    | 4.09,9 (забег 3)         | 2     |       |
| 1958 | Игры Содружества        | Кардифф  | 1 миля    | 26 июля    | 4.06,6                   | 5     |       |
| 1958 | Игры Содружества        | Кардифф  | 3 мили    | 22 июля    | 13.14,96                 | I     |       |
| 1960 | Летние Олимпийские игры | Рим      | 5000 м    | 31 августа | 14.04,28 (забег 4)       | 2     |       |
| 1960 | Летние Олимпийские игры | Рим      | 5000 м    | 2 сентября | 13.43,76                 | I     | Видео |
| 1960 | Летние Олимпийские игры | Рим      | 10 000 м  | 8 сентября | 28.49,11                 | 5     |       |
| 1962 | Игры Содружества        | Перт     | 3 мили    | 26 ноября  | 13.34,2                  | I     | Видео |
| 1964 | Летние Олимпийские игры | Токио    | 10 000 м  | 14 октября | 29.10,8 (5000 м 14.16,0) | 7     |       |

| Год  | Чемпионат      | Город           | Дата     | Дистанция | Результат | Место | Видео |
| ---- | -------------- | --------------- | -------- | --------- | --------- | ----- | ----- |
| 1959 | Новой Зеландии | Палмерстон-Норт | 7 марта  | 3 мили    | 14.33,0   | I     |       |
| 1960 | Новой Зеландии | Инверкаргилл    | 5 марта  | 3 мили    | 14.04,4   | I     |       |
| 1961 | Новой Зеландии | Гамильтон       | 11 марта | 3 мили    | 13.32,2   | I     |       |
| 1962 | США            | Уолнат          | 23 июня  | 3 мили    | 13.30,6   | I     |       |

### Рекорды
| Дистанция                                       | Время           | Город           | Дата                   | Видео           |
| Мировые рекорды                                 | Мировые рекорды | Мировые рекорды | Мировые рекорды        | Мировые рекорды |
| ----------------------------------------------- | --------------- | --------------- | ---------------------- | --------------- |
| 3 мили                                          | 13.10,0         | Дублин          | 25.7.1961              |                 |
| 4x1 миле                                        | 16.23,8         | Дублин          | 17.7.1961              |                 |
| Не утверждены официально                        |                 |                 |                        |                 |
| 2 мили                                          | 8.30,0          | Ювяскюля        | 7.6.1961               |                 |
| 4x1 миле                                        | 16.26,4         | Сидней          | 5.12.1956              |                 |
| Рекорды Новой Зеландии (не являющиеся мировыми) |                 |                 |                        |                 |
| 1 миля                                          | 4.01,2          |                 | 1957 (1958?)[уточнить] |                 |

1. ↑  Состав команды: Гарри Филпот (4.12,9); Мюррей Халберг (4.02,5); Барри Мэги (4.07,2); Питер Снелл (4.01,2)
2. ↑  Состав команды Содружества:  Мюррей Халберг (4.05,2);  Невилл Скотт[англ.] (4.06,3);  Ян Бойд[англ.] (4.10,5);  Джон Лэнди (4.04,4)

## Награды
- В 1961 году Мюррей Халберг был награждён орденом Британской империи за заслуги в лёгкой атлетике.
- В 1988 году он удостоен почётного звания рыцаря-бакалавра за служение спорту и детям-инвалидам.
- В честь дня рождения королевы, в 2008 году, он был награждён орденом Новой Зеландии. Затем Халберг был награждён медалью Блейка (англ. Blake Medal), став четвёртым человеком, удостоенным этой награды — за его более чем 50-летнюю работу в лёгкой атлетике и с детьми с ограниченными возможностями.
- В его честь названы:
  - школа Hutt International Boys' School в Веллингтоне
  - колледж Tauranga Boys' College[англ.] в городе Тауранга.